# Evocation II - Pantheon
Evocation II - Pantheon es el séptimo álbum de estudio de la banda de folk metal suiza Eluveitie. Su lanzamiento fue el 18 de agosto de 2017 a través de Nuclear Blast. Es la continuación de su primer álbum acústico, Evocation I - The Arcane Dominion, publicado en 2009. Debido a la salida de Anna Murphy de la banda, esta vez las voces son principalmente interpretadas por Fabienne Erni.

## Canciones
1. «Dureððu» - 1:23
2. «Epona» - 3:48
3. «Svcellos II (Sequel)» - 1:28
4. «Nantosvelta» - 2:46
5. «Tovtatis» - 1:05
6. «Lvgvs» - 4:16
7. «Grannos» - 3:23
8. «Cernvnnos» – 2:54
9. «Catvrix» - 2:44
10. «Artio» - 5:12
11. «Aventia» - 3:31
12. «Ogmios» - 3:13
13. «Esvs» - 3:49
14. «Antvmnos» - 3:44
15. «Tarvos II (Sequel)» - 2:44
16. «Belenos» - 3:09
17. «Taranis» - 2:41
18. «Nemeton» - 1:23